# Otto Meyer-Tonndorf
Eduard Karl Otto Meyer-Tonndorf (* 12. Februar 1902 in Mainz; † 30. März 1971 in Wittlaer) war ein deutscher Jurist und Landrat des Landkreises Bitburg.

## Leben

### Herkunft und Ausbildung
Otto Meyer-Tonndorf war ein Sohn des Diplomingenieurs Carl Eduard Meyer-Tonndorf (gestorben 1929) und dessen Ehefrau Else, geborene. Tonndorf. Nach dem Besuch eines humanistischen Gymnasiums in Stuttgart (Reifeprüfung 1920) nahm er 1921 ein Studium der Rechtswissenschaften an den Universitäten in Tübingen, Freiburg und Göttingen auf.
Seine erste juristische Prüfung legte er am 20. April 1929 beim Oberlandesgericht Celle und nach der Fortsetzung der juristischen Ausbildung im Vorbereitungsdienst, als Gerichtsreferendar in Kassel, die zweite juristische Prüfung am 14. Juli 1933 ab. Nach seiner Ernennung zum Gerichtsassessor (1. August 1933) zunächst vom 1. August bis zum 30. September 1933 als Richter an der 2. Zivilkammer des Landgerichts Kassel und nachfolgend vom 1. Oktober bis zum Dezember 1933 an der Staatsanwaltschaft Kassel tätig, trat er zum 7. Dezember 1933 als Hilfsreferent in den Dienst des Reichswirtschaftsministeriums (Kreditreferat), wo er am 1. Mai 1936 auch die Ernennung zum Regierungsassessor erhielt.
Bereits zu seiner Zeit am Landgericht in Kassel trat Meyer–Tonndorf zum 1. Mai 1933 der NSDAP bei (Mitgliedsnummer 1.848.014). Nachhaltig verantwortlich für den frühen Beitritt war Roland Freisler, seinerzeit direkter Vorgesetzter. Nach Meyer–Tonndorfs eigener Aussage aus späterer Zeit, hatte Freisler die ihm unterstehenden Referendare und Assessoren mehr oder minder unter Druck gesetzt, Teil der „Bewegung“ zu werden. Noch Mitte der 1980er Jahre berichtet seine Witwe über das Verhältnis ihres Mannes zu Freisler: „Er hat ihn abgrundtief gehaßt“.

### 1936 bis 1945
In gleicher Stellung wechselte er zum 1. Juli 1936 an das Landratsamt nach Kassel, dessen ständiger Vertreter er zugleich war und schließlich zum 1. Mai 1937 als Dezernent an die Regierung in Wiesbaden, wo er zum 1. Oktober 1939 zum Regierungsrat ernannt wurde.
In der Nachfolge des am 4. November 1938 in den einstweiligen Ruhestand versetzten Landrats des Kreises Bitburg, Albert Gilles, wurde Meyer–Tonndorf schließlich am 5. April 1939 zu dessen kommissarischem Nachfolger bestimmt. Auf Gilles Abschied versah kurzzeitig Regierungsrat Wittich aus Allenstein das Landratsamt, bevor Meyer–Tonndorf am 17. April 1939 den Dienst aufnahm.
Der Kreis Bitburg und seine überwiegend ländliche Bevölkerung befand sich bedingt durch seine Grenzlage zu Luxemburg und den Bau des Westwalls entlang seiner Westgrenze zunehmend in einer unruhigen Zeit. Der bevorstehende Krieg warf seine Schatten voraus, „mancher bisher biedere Bürger“ in den Eifeldörfern ließ sich nun von den neuen Machthabern und deren Propaganda „in die Irre führen“. Meyer–Tonndorf, selbst Parteimitglied, gelangte als Landrat in einen Kreis, in dem die Auseinandersetzungen des seit September 1937 amtierenden Bitburger NSDAP-Kreisleiters Johann Jakobs mit seinem Vorgänger Albert Gilles bereits zu dessen Ausscheiden beitrugen. Jakobs, mischte sich augenfällig wiederholt in die Kommunalverwaltungstechnischen Abläufe ein, wohl auch, weil er selbst gerne Landrat geworden wäre. Konsequenterweise kam es auch zwischen dem neuen Landrat und Jakobs erneut zu Streit. Bereits im Januar 1940 forderte Gustav Simon, Gauleiter des Gau Moselland gegenüber dem Preußischen Innenministerium Meyer–Tonndorfs Entfernung aus seiner Stellung in Bitburg und einen Tausch mit dem Saarburger Landrat, Norbert Hering, was jedoch in Berlin abschlägig beschieden wurde. Simon wandte sich daher im Mai 1940 erneut nach Berlin, diesmal mit der Forderung der endgültigen Versetzung: „Er muß aus dem Gau (Moselland) weg“. Die Differenzen zwischen Partei und Landrat waren zu groß geworden. Während keine Einzelheiten Eingang in die Akten nahmen, ist überliefert, das Meyer–Tonndorf sich gegen den eingeforderten einen Kirchenaustritt verwahrte und es unverändert ablehnte auch als Parteirichter im Kreis zu agieren. Eine Aufnahme in die SS lehnte er ebenso ab.
Der im Mai 1940 beginnende Westfeldzug, Bevölkerungsevakuierungen im Grenzbereich und die Umstellung der insbesondere landwirtschaftlichen Produktion vor Ort auf Kriegswirtschaft schufen wiederkehrend Problemstellungen, die zu der Verzögerung der Umsetzung Meyer–Tonndorfs beitrugen. Während seine definitive Einsetzung als Landrat ausblieb, ging nach zweijähriger Amtszeit der Wunsch des Gauleiters in Erfüllung.
Am 17. Juni 1941 auch formell vom Amt als Landrat entbunden, war Meyer–Tonndorf bereits zum 1. Mai 1941 als Regierungsrat an das Oberpräsidium in Kattowitz versetzt worden und dort im Wirtschafts-, Kommunal- und Verkehrsreferat tätig. Seine anstehende Beförderung am 26. August 1942 zum Oberregierungsrat war die Koblenzer Gauleitung (Moselland) noch bemüht zu verhindern, in dem sie nach Kattowitz telegrafierte, das eine solche unverdient sei, „da er [Meyer–Tonndorf] in Bitburg sogar den Geistlichen Benzin zuteilen ließ“. Der Hinweis trug allerdings in Kattowitz mehr zur Erheiterung bei. Vielmehr traf Meyer–Tonndorf dort auf Hans Faust als Regierungspräsidenten beim Oberpräsidium. Faust war zuvor von November 1938 als Regierungsvizepräsident in Wiesbaden ebenso Meyer–Tonndorfs Vorgesetzter gewesen und kannte ihn aus dem dort gemeinsam tätigen halben Jahr, bis zu dessen Wechsel nach Bitburg. Im Gegensatz zu der Koblenzer NS-Gauleitung vertrat Faust die Sicht, „daß der tüchtige Beamte im Rheinland ungerechtfertigt schlecht behandelt worden ist, da das Innenministerium ihn gegen den Kreisleiter [Johann Jakobs] im Stich gelassen hat“. Meyer–Tonndorf blieb bis Kriegsende am 8. Mai 1945 Mitglied der Regierung im schlesischen Kattowitz, während diese selbst letztlich bis in die Tschechoslowakei auswich.
Während seiner Dienstzeit in Schlesien knüpfte Meyer–Tonndorf auch Bekanntschaften zu Mitgliedern des Widerstands. Hierunter zählte sein Kollege Graf Matuschka, der in der Folge des Attentats vom 20. Juli 1944 am 14. September 1944 von Roland Freisler zum Tode verurteilt und am selben Tag erhängt wurde und der Jurist und vormalige Professor für öffentliches Recht an der Universität Greifswald, Arnold Köttgen (1902–1967).
Zu Mittag ging Meyer–Tonndorf in Kattowitz für „lange Zeit“ mit dem Regierungsrat Arved Hohlfeld (gestorben 17. Juli 2003 in Berchtesgaden) und späteren Vizepräsidenten des Kirchlichen Außenamtes der Evangelischen Kirche in Deutschland (EKD), seit 1937 Mitglied der Bekennenden Kirche, wurde Hohlfeld 1944 kein Opfer der Verfolgungen nach dem Attentat. Nach Kriegsende 1945 setzte sich Hohlfeld für Meyer–Tonndorfs Wiederbeschäftigung ein, was zunächst ohne Erfolg blieb. Eidesstattlich erklärte Hohlfeld 1947:

„Seine politische Einstellung zeigte er [Meyer–Tonndorf] oft. So war er nicht nur für seine kritischen und oft unvorsichtigen Bemerkungen bekannt, sondern auch sein äußeres Auftreten im Dienst, ohne Parteiabzeichen und mit unbekümmertem Schönen guten Morgen, wirkte auf gewisse Leute recht aufreizend. Infolgedessen besserte sich auch in Kattowitz sein Verhältnis zur Partei nicht. Diese betrachtete ihn mit erheblichem Mißtrauen. Dieserhalb stand er auch mit dem einzigen Beamten der Behörde, der als Parteiexponent in ihr saß, auf außerordentlich gespanntem Fuße, und er hatte mit ihm wegen solcher Dinge einen heftigen Zusammenstoß, daß der Regierungspräsident selbst schlichtend einschreiten mußte.“

### 1945 bis 1971
Das Ende des Zweiten Weltkrieges vor Augen, ließ Meyer–Tonndorf seine schon schwer kranke Ehefrau und ihre gemeinsamen vier kleinen Kinder nach Gieselwerder in Nordhessen in Sicherheit bringen. Der NSDAP-Ortsgruppenleiter bezeichnete Meyer–Tonndorf daraufhin als „Fahnenflüchtigen und Defaitisten“ und verwies den Vorgang an das „Gaugericht“. Dank der Fürsprache des Regierungspräsidiums verlief seine Handlung für ihn glimpflich.
Bei Kriegsende selbst befand sich Meyer–Tonndorf als Vertreter der Zivilverwaltung auf dem Territorium der Tschechoslowakei, bei der Führung der Heeresgruppe Mitte unter Ferdinand Schörner. Da ohne Uniform, gelang es ihm sich noch im Mai 1945 abzusetzen und zu Fuß seine Familie zu erreichen. Mangels Beschäftigung, Stellungen die seiner früheren Verwendung entsprachen waren nicht vorhanden oder zur Zeit erreichbar, verdingte er sich als Waldarbeiter.
1948 bis 1950 arbeitete er dann sowohl in einer Anwaltskanzlei, als auch von Juli 1948 bis zum 31. Oktober 1950 als Abteilungsleiter bei der Industrie- und Handelskammer Kassel. Wiederholte Versuche in den Staatsdienst zurückzukehren scheiterten. Während der NS-Zeit unliebsames Parteimitglied, war er nun nicht erwünscht weil zuvor Parteimitglied. Frühere Kollegen, die dem deutschen Widerstand zuzurechnen waren, verwandten sich dabei mehrfach für ihn. Andererseits soll er in Köln auf den vormaligen Bitburger NSDAP-Kreisleiter Jakobs getroffen sein, der ihn wiederum darum bat, etwas für ihn zu tun – doch ließ Meyer–Tonndorf diesen nach der Überlieferung „einfach stehen“. Zum 1. November 1950 trat Otto Meyer–Tonndorf als Hilfsrichter in den Dienst des Verwaltungsgerichts in Düsseldorf. An selbigem zum 1. August 1951 zum Landesverwaltungsgerichtsrat ernannt, trat er im Februar 1964 in den Ruhestand.

## Familie
Eduard Karl Otto Meyer–Tonndorf heiratete in erster Ehe am 31. März 1934 in Kassel Agnes Hildegard Lautze (geboren am 21. Juli 1908 in Kassel; gestorben am 8. Juli 1947 in Gieselwerder), Tochter von Hugo Lautze und Sophie Lautze geb. Breitbarth aus Kassel und in zweiter Ehe 1948 in Gieselwerder Hertha Maurer aus Wien. Letztere hatte 1938 bis 1940 als Lehrerin an der Volksschule in Bitburg unterrichtet. Aus erster Ehe gingen vier Kinder hervor, aus der zweiten ein fünftes (drei Söhne und zwei Töchter), darunter Peter Meyer-Tonndorf, der in den 1980er Jahren dem KSV Hessen Kassel Vorstand. Otto Meyer-Tonndorf starb nach schwerem Krankenlager 1971.